# Американсько-Антарктичний хребет
Америка́нсько-Антаркти́чний хребе́т  —  короткий спрединговий хребет (дивергентна границя) між Південноамериканською й Антарктичною плитою. Прямує морським дном від трійника Буве на півдні Атлантичного океану на південний захід до Південно-Сандвічевого трансформного розлому біля  Південних Сандвічевих островів, знаходячи своє продовження в зсуві вздовж південного краю дуги Скоша У будові цього хребта трансформні розломи субширотного простягання мають більшу протяжність, ніж розділені ними меридіональні відрізки осі спредингу.